# Boulengerula niedeni
La cecilia de Sagala (Boulengerula niedeni) es un anfibio similar a un gusano descrito por primera vez en 2005. La especie fue establecida a partir de un espécimen descubierto en el cerro Sagala (Sagala Hill), un bloque montañoso aislado en los cerros Taita (Taita Hills) de Kenia.
Debido a lo reducido del área de distribución de esta especie, está considerada en estado crítico de peligro de extinción por la IUCN Red List of Threatened Species.

## Características físicas
Boulengerula niedeni muestra tentáculos sensores en los costados de su cabeza, así como otras características particulares, por lo que la Sociedad Zoológica de Londres considera que se trata de una especie evolutivamente relevante.[cita requerida]